# Thaïs (film 1914)
Thaïs è un film muto del 1914 diretto da Constance Crawley e Arthur Maude sotto la supervisione di Joseph Shipman. I due registi, noti attori teatrali, recitarono spesso insieme anche per il cinema e, nel film, ricoprono il ruolo dei protagonisti insieme a George Gebhard.
La sceneggiatura, firmata dallo stesso regista, si basa su Taide, romanzo del 1890 del francese Anatole France, opera che era già stata adattata per lo schermo nel 1911 da Louis Feuillade con un altro Thaïs.

## Trama
In Egitto, nell'antica Alessandria, la famosa cortigiana Thais è amata da Paphnuce, un giovane romano che si è convertito al cristianesimo. All'inizio, anche lei sembra amarlo ma, con il passare del tempo, la passione si affievolisce e lei, trascurando il suo giovane innamorato, torna alla vita di sempre. Paphnuce, con il cuore spezzato, lascia Alessandria per diventare monaco eremita. La sua missione, ora, diventa quella di predicare alle popolazioni nomadi nel deserto: un luogo dove passerà cinque lunghi anni durante i quali riuscirà a guarire dai desideri della carne praticando una vita da santo. Quando ritorna ad Alessandria, converte al cristianesimo anche la cortigiana che, pentita della sua vita peccaminosa, lascia Nicais, il fratello di Paphnuce, pazzamente innamorato di lei, per entrare in convento. Paphnuce, però, si rende ben presto conto che il desiderio per Thais è tornato: non potendo più resistere, una notte si reca al convento per placare i sensi. Ma scopre che Thais è mortalmente malata: il cuore non le regge e la donna gli muore tra le braccia.

## Produzione
Il film fu prodotto dalla Crawley-Maude Features.

## Distribuzione
Distribuito dalla Arthur H. Sawyer Company (come Sawyer Film Mart), il film uscì nelle sale statunitensi il 16 novembre 1914.
Non si conoscono copie ancora esistenti della pellicola che viene considerata presumibilmente perduta.